# Station Monks Risborough
Monks Risborough is een spoorwegstation van National Rail in Wycombe in Engeland. Het station is eigendom van Network Rail en wordt beheerd door Chiltern Railways. 